# ناحیه اخترین
ناحیه اخترین (به عربی: ناحیة أخترین) یک ناحیه در سوریه است که در منطقه اعزاز واقع شده‌است. ناحیه اخترین ۳۹٬۳۸۵ نفر جمعیت دارد.